# Михайлов, Андрей Владимирович
Андрей Владимирович Михайлов (8 апреля 1962, Ленинград) — российский музыкант, композитор, псевдоним Маленький Дюша.

## Биография
Родился в Ленинграде, в семье музыкантов. Мать, Михайлова Людмила Ивановна, дирижёр-хоровик. Отец, Михайлов Владимир Михайлович, джазовый пианист, дирижёр.
Андрей Михайлов окончил джазовую школу по классу «гитара» в 1980 году.
Поступил в СпбГУ (МатМех), который окончил в 2000 году.

## Музыкальная карьера
Первую группу "Пилигрим", Андрей Михайлов, собрал в 1976 году. Вначале группа играла кавер-версии Slade, Led Zeppelin, Creedence, Grand Funk Railroad и др. Впоследствии начали появляться и свои произведения. В первый состав группы входило три человека: Роман Глоба (бас), Олег Валинский (барабаны), Андрей Михайлов (гитара, вокал). Позже вместо Романа Глобы на басу стал играть Алексей Рыбин и новый участник группы Борис Ободовский (флейта). В 1980 году группа распалась. Впоследствии Олег Валинский и Алексей Рыбин вместе с Виктором Цоем основали коллектив Гарин и Гиперболоиды, который позже переименовался в группу Кино.

В 1981 году Андрей Михайлов создаёт группу КСК («Климакс Скандального Кризиса»), первоначальный состав которой Роман Глоба (бас), Михаил Сульин (барабаны), Андрей Михайлов (гитара, вокал). Зимой 1983-1984 гг. к группе присоединился Валерий Кирилов. Группа претерпев существенные изменения просуществовала до 1985 года. Наиболее известными композициями КСК, написанными Андреем Михайловым, стали: «Бляха-Муха» (позднее исполнялась "Объектом Насмешек", Tequilajazzz, Zorge и др.), «Печальный Ангел» (была записана на последнем альбоме "Объекта Насмешек" «Телетеррор» в 2005 году), «Я один».

В 1985 году создаётся группа Объект Насмешек, составом которой стал последний состав КСК (Андрей Михайлов (гитара), Александр Кондрашкин (барабаны), Евгений Фёдоров (бас)) и Александр Аксёнов (Рикошет). В 1990 году Андрей Михайлов покидает "Объект насмешек".

В 1991 году вместе с Павлом Кондратенко (Алиса) и Андреем Сигле записан студийный альбом группы Cool Rain (Холодный дождь), который так и не вышел.

В 1994 году Андрей Михайлов поступает в СпбГУ (МатМех) и временно оставляет музыкальную карьеру.

С 1999 года участвует в проектах МиккиМышь (Дмитрий Фёдоров) и Злодеи (Олег Эльтиков).

В 2003 году собирается "Объект Насмешек" в старом составе кроме Александра Кондрашкина, место которого занимает Александр Воронов (Дусер). Записав свой последний альбом «Телетеррор», группа снова распадается.
В последнее время Андрей Михайлов сотрудничает с Александром Заславским (аранжировка, звукорежиссура, инструментальное исполнение) на записи альбомов.

## Авторские Альбомы
- Кровь и Луна (1990)